# Je suis (film, 2007)
Pour les articles homonymes, voir Je suis.
Pour plus de détails, voir Fiche technique et Distribution.
Je suis est un documentaire français réalisé par Emmanuel Finkiel, sorti au cinéma en France le 11 avril 2012. Ce documentaire est inspiré d'une fiction, En marge des jours, également réalisée par Emmanuel Finkiel, en 2007. Il est produit par 13 Production et distribué par Les Films du poisson.

## Synopsis
Ce documentaire suit trois victimes d'accidents vasculaires cérébraux dans la lutte qu'ils mènent au jour le jour, avec leurs proches et le personnel du centre de rééducation qui les accueille, pour se reconstruire.

## Fiche technique
- Titre : Je suis
- Réalisation : Emmanuel Finkiel
- Pays d'origine :  France
- Production : 13 Production
- Distributeur : Les Films du poisson
- Année de production : 2010
- Date de sortie : 11 avril 2012